# Бертье, Жак
Святой Жак (Иа́ков) Бертье́ (фр. Jacques Berthieu; 27 ноября 1838, Польминьяк — 8 июня 1896[…], Мадагаскар) — французский иезуит, священник и миссионер на Мадагаскаре. Убит во время восстания меналамба в 1896 году. Первый мученик Мадагаскара, причисленный к лику блаженных.

## Жизнь
Родился 27 ноября 1838 года в семье набожных небогатых фермеров. Учился в семинарии Сен-Флура и был рукоположен в священники в 1864 году. Епископ де Помпиньяк назначил его викарием в Роан-Сен-Мари, где он и прослужил девять лет He served as a diocesan priest for nine years.. Бертье стремился распространять слово Божье в дальних странах и в 1873 году почти 25-летнем возрасте стал послушником у иезуитов в По, Атлантические Пиренеи.
В 1875 году он отплыл из порта Марселя на острова Реюньон и Нуси-Бураха, которые тогда находились под юрисдикцией Франции. Там он изучил малагасийский язык. Начало миссионерской жизни было непростым для 37-летнего иезуита из-за чуждого климата, языка и культуры. Вспомнив детство на ферме, Бертье разбил огород рядом с миссионерской станцией, где кроме него проживали два других иезуита и сёстры из конгрегации св. Иосифа Клюни. Он занимался пастырской деятельностью в течение пяти лет, до марта 1880 года.
В 1881 году французы закрыли французские территории в мадагаскарских водах для иезуитов, и Бертье пришлось переехать на большой остров Мадагаскар, в то время независимое королевство. Сначала он жил в Таматову, а затем в Тананариве, пока его не отправили с миссией в Амбохимандросо, недалеко от Бецилео.
С началом первой франко-малагасийской войны в 1883 году Бертье снова был вынужден переехать. В 1886—1891 годах руководил миссией Амбоситре, а затем отправился в Андрайнариву, который насчитывал 18 миссионерских станций, расположенных в самых отдалённых и труднодоступных местах.
В сентябре 1894 года Франция захватила королевские дворцы и объявила Мадагаскар французской территорией, что спровоцировало восстание меналамба. Европейцы и малагасийские христиане стали мишенью восставших. Бертье добивался для них защиты французской армии, однако лишился её, когда отчитал французского полковника за недостойное поведение с местными женщинами. Бертье повёл группу христиан в сторону Антананариву и остановился в деревне Амбои-Масоандро, где 8 июня 1896 года бойцы меналамба нашли его в доме друга-протестанта. Они схватили его и отправились в деревню Амбохитра в 10 км, где находилась построенная Бертье церковь. Они всячески издевались над ним, били и даже оскопили. В Амбиатибе, деревне в 50 км к северу от Антананариву, восставшие пытались заставить Бертье отказаться от христианской веры, а когда у них это не получилось, застрелили его и сбросили тело в реку Мананара.

## Почитание
Папа Павел VI беатифицировал Бертье 17 октября 1965 года в соборе Святого Петра. Папа Бенедикт XVI канонизировал его 21 октября 2012 года.
День памяти — 8 июня.